# TOMM7
TOMM7 (англ. Translocase of outer mitochondrial membrane 7) – білок, який кодується однойменним геном, розташованим у людей на 7-й хромосомі. Довжина поліпептидного ланцюга білка становить 55 амінокислот, а молекулярна маса — 6 248.
| 10         |  | 20         |  | 30         |  | 40         |  | 50         |
| ---------- |  | ---------- |  | ---------- |  | ---------- |  | ---------- |
| MVKLSKEAKQ |  | RLQQLFKGSQ |  | FAIRWGFIPL |  | VIYLGFKRGA |  | DPGMPEPTVL |
| SLLWG      |  |            |  |            |  |            |  |            |

A: Аланін

D: Аспарагінова кислота

E: Глутамінова кислота

F: Фенілаланін

G: Гліцин

I: Ізолейцин

K: Лізин

L: Лейцин

M: Метіонін

P: Пролін

Q: Глутамін

R: Аргінін

S: Серин

T: Треонін

V: Валін

W: Триптофан

Задіяний у таких біологічних процесах, як транспорт, транспорт білків. 
Локалізований у мембрані, мітохондрії, зовнішній мембрані мітохондрій.